# Melanolophia mutabilis
Melanolophia mutabilis là một loài bướm đêm trong họ Geometridae.